# Duffyoemida gracilis
Duffyoemida gracilis là một loài bọ cánh cứng trong họ Cerambycidae.